# АЭС Бецнау
АЭС Бецнау (нем. Kernkraftwerk Beznau) — атомная электростанция в Швейцарии.
Станция расположена на искусственном острове на реке Аре в муниципалитете Дёттинген в кантоне Аргау. 
Это первая коммерческая атомная станция в Швейцарии. АЭС состоит из двух идентичных энергоблоков, на которых используются реакторы с водой под давлением (PWR) W 2-loop разработки Westinghouse Electric, мощностью по 380 МВт каждый.

## Интересный факт
- 1-й энергоблок АЭС Бецнау является самым старым в мире действующим коммерческим атомным энергоблоком[2].

## Информация об энергоблоках
| Энергоблок | Тип реакторов   | Мощность | Мощность | Начало строительства | Физпуск    | Подключение к сети | Ввод в эксплуатацию | Закрытие |
| Энергоблок | Тип реакторов   | Чистый   | Брутто   | Начало строительства | Физпуск    | Подключение к сети | Ввод в эксплуатацию | Закрытие |
| ---------- | --------------- | -------- | -------- | -------------------- | ---------- | ------------------ | ------------------- | -------- |
| Бецнау-1   | PWR, W (2-loop) | 365 МВт  | 380 МВт  | 01.09.1965           | 30.06.1969 | 17.07.1969         | 01.09.1969          | —        |
| Бецнау-2   | PWR, W (2-loop) | 365 МВт  | 380 МВт  | 01.01.1968           | 16.10.1971 | 23.10.1971         | 01.12.1971          | —        |